# Feel Good
"Feel Good" é o segundo single da carreira do girl group pop brasileiro Valkyrias, presente em seu álbum de estreia "Rádio VKS". Lançada oficialmente em 6 de janeiro de 2010, a canção foi relançada em 2 de março, com uma maior divulgação envolvida. Composta por Selma Lins, Débora Cidrack e Gabriela Nader, o single traz uma sonoridade mesclada entre electropop e synthpop, tendo um desempenho melhor que sua antecessora no Hot 100 Brasil e Hit Parade Brasil.

## Composição e desenvolvimento
Composta por Selma Lins, Débora Cidrack e Gabriela Nader em parceria com o DJ Deeplick, a canção explora o tema do amor de uma única noite, sobre um personagem conquistador, acostumado a ter todas as mulheres que deseja, que quando se depara com uma mulher desapegada à paixões, acaba se apaixonando, porém não sendo correspondido e acaba como motivo de gozação e desprezo da parte dela. A canção passou para os estúdios onde foi gravada inscorporada ao remix produzido pelo DJ Deeplick, explorado na sonoridade electropop e Synthpop, inspirado no estilo de música americana, lembrando ainda cantoras como Lady Gaga e Kesha.

## Divulação e desempenho
Lançada originalmente em 6 de janeiro de 2010, a canção foi divulgada pela Jovem Pan em primeira mão, sendo divulgado por seguinte na turnê Brazilian Tour, do cantor Akon em janeiro de 2010 No final do mês de janeiro, com a notícia que o grupo estaria gravando o videoclipe do single em Nova York, as Valkyrias ganharam espaço em outras grandes rádios e meios de comunicação, aparecendo em programas como Acesso MTV e o Plantão Mix TV. Em 2 de março o single ganhou um remix feito pelo DJ Deeplick, sendo relançado às rádios. Em 25 de março o grupo foi entrevistado pelo apresentador Jô Soares no Programa do Jô, onde divulgou o single, sendo classificada pelo apresentador como "a nova cara do pop". O grupo ainda disse em entrevista à MTV que a intenção de lançar um single em inglês era quebrar os tabus de que um grupo pop brasileiro formado por mulheres não teria seu espaço, enganando as pessoas sobre qual nacionalidade referida ao grupo que cantaria tal canção. O single alcançou a posição setenta e cinco no Hot 100 Brasil, alcançando também a vigésima posição no Hit Parade Brasil e a quarta posição no Hot Dance Club Play.

## Recepção e crítica
A canção recebeu críticas positivas, sendo classificada pelo G1, o portal de notícias da Rede Globo como um "estilo musical bem radiofônico, influenciado descaradamente pela música pop americana". Já a UOL Music classificou o grupo como "o melhor single de uma banda pop surgido nos últimos tempos". A coluna da revista Contigo! comentou que "uma parceria com o já conhecido Deeplick é sucesso na certa". Ainda, o apresentador Jô Soares, em entrevista do grupo no Programa do Jô, classificou-as como "a nova cara do pop", além de chamar o single de surpreendente. O site Jornal Bleh! ainda publicou um artigo chamando as Valkyrias de "a nova invasão das boates", onde descreve o grupo como a nova sensação entre as baladas GLS de São Paulo.

## Videoclipe
Gravado em 5 de janeiro de 2009, o vídeo foi dirigido por Crystal Moselle, diretora americana conhecida pelo vasto trabalho com publicidade de marcas consagradas tanto no mundo da música como da moda, como os vídeos publicitários da Sony e Converse e com videoclipes de artistas independentes. O vídeo, gravado na cidade de Nova York, foi dividido em duas partes: uma gravada em estúdio e outra gravada nas ruas da cidade. O primeiro bloco do vídeo mostra as três garotas em uma cama amarrada por correntes e roupas de couro, mostrando-as com um lado sensual, seguido por cenas em um sofisticado apartamento americano, onde o trio de cantoras canta em um salão vazio, alternado por cenas com globos de discoteca, outras com uma cobra e ainda cenas na varanda do apartamento, mostrando a cidade de Nova York. A segunda parte do vídeo, passada nas ruas, mostra as Valkyrias andando pela cidade de Nova York com um cavalo branco, simbolizando um unicórnio. Segundo as Valkyrias a intenção era passar uma imagem sexy e ousada do grupo, composta por cenas urbanas e glamurosas de Nova York.